# 石器牌
《石器牌》是一款电子交换卡片游戏，由Valve制作并发行。其内容设定于Valve旗下多人在线战斗竞技场游戏《DotA》系列宇宙，主要进行在线玩家对战。游戏由《万智牌》创作者理查德·加菲尔德设计，2018年11月发行于Microsoft Windows、macOS和Linux平台。
尽管《石器牌》在游戏玩法上具有创新和深度，但其较高的难度及付费模式受到了批评。玩家数量在发售半个月内流失80%。截至2019年7月，只有约100名同时在线玩家。2020年3月，Valve宣布将重新制作游戏，并推出2.0版本。同月，包括本作的设计师理查德·加菲尔德在内的多名员工被Valve裁员。2021年3月，Valve宣布由于对玩家流失程度的考虑，将停止对《石器牌》重制版本的开发，现有的原版游戏《Artifact Classic》和2.0 beta版游戏《Artifact Foundry》都将转为含微交易内容的免费游戏提供给玩家。